# Miss Paraguay
 (septembre 2016).
Miss Paraguay est un concours de beauté annuel organisé au Paraguay. 
Différentes jeunes femmes peuvent être représentantes du Paraguay aux concours de Miss Univers, Miss Monde, Miss international et Miss Terre.

## Miss Paraguay
| Année | Nom                                                       | Région           |
| ----- | --------------------------------------------------------- | ---------------- |
| 1957  | Lucy Montanero                                            | Asuncion         |
| 1958  | Graciela Scorza                                           | Alto Paraguay    |
| 1960  | Mercedes Ruggia                                           | Asuncion         |
| 1961  | Maria Cristina Osnaghi                                    | Asuncion         |
| 1962  | Corina Rollon                                             | Alto Paraguay    |
| 1963  | Amelia Benitez                                            | Asuncion         |
| 1964  | Miriam Riart Brugada                                      | Asuncion         |
| 1965  | Stella Castell                                            | Gran Chaco       |
| 1966  | Mirtha Martinez                                           | Alto Paraguay    |
| 1967  | Maria Eugenia Torres                                      | Presidente Hayes |
| 1970  | Teresa Mercedes Britez Sullow                             | Paraguarí        |
| 1971  | Marit Tomassone                                           | Misiones         |
| 1972  | Maria Stella Volpe Martinez                               | Central          |
| 1973  | Teresita Maria Cano                                       | Concepción       |
| 1974  | Maria Angela Zulema Medina Monjagata                      | Alto Paraguay    |
| 1975  | Susana Beatriz Vire Ferreira                              | Alto Paraná      |
| 1976  | Nidia Fátima Cardenas                                     | Asuncion         |
| 1977  | Maria Leticia Zarza Perriet                               | Asuncion         |
| 1978  | Rosa Maria Duarte Melgarejo                               | Asuncion         |
| 1979  | Patricia Lohman Berni                                     | Caazapá          |
| 1980  | Martha Galli Romagnac                                     | Canindeyú        |
| 1981  | Maria Isabel Urizar Caras                                 | Cordillera       |
| 1982  | Maris Stella Villalba Medoza                              | Itapúa           |
| 1983  | Mercedes Bosch Cuarilla                                   | Central          |
| 1984  | Elena Ortiz Allegretti                                    | Guairá           |
| 1985  | Daisy Patricia Ferreira                                   | Asuncion         |
| 1986  | Veronica Angulo Achinelli                                 | Amambay          |
| 1987  | Tammy Elizabeth Ortigoza Sonneborn                        | Asuncion         |
| 1988  | Marta Noemi Acosta Granada                                | Asuncion         |
| 1989  | Ana Victoria Schaerer Del Puerto                          | Paraguarí        |
| 1990  | Monica Plate Cano                                         | Asuncion         |
| 1991  | Vivian Rosana Benitez Brizuela                            | Asuncion         |
| 1992  | Pamela Zarza Enríquez                                     | Boquerón         |
| 1993  | Carolina Barrios                                          | Alto Paraná      |
| 1994  | Lilian Noemí González Mena                                | Presidente Hayes |
| 1995  | Bettina Rosmary Barboza Caffarena                         | Asuncion         |
| 1996  | Martha Lovera Parquét                                     | Asuncion         |
| 1997  | Rossana Elizabeth Jiménez Pereira                         | Asuncion         |
| 1998  | Luz Marina González Ruíz                                  | Caaguazú         |
| 1999  | Carmen Morínigo Machuca                                   | Asuncion         |
| 2000  | Carolina Ramírez Franco                                   | Alto Paraná      |
| 2001  | Maria Gabriela Riquelme                                   | Asuncion         |
| 2004  | Myrian Rodríguez                                          | Asuncion         |
| 2005  | Liz Santacruz Amarilla                                    | Caaguazú         |
| 2009  | Viviana Benitez Duarte                                    | Misiones         |
| 2010  | Evelyn Catalina Jara Rojas (Withdrew) Luz Adela Alejandro | Caaguazú Amambay |
| 2011  | Clara Silvana Carrillo Gossen                             | Concepción       |

## Miss Univers Paraguay
| Année | Nom                               | Région      |
| ----- | --------------------------------- | ----------- |
| 2004  | Yanina Alicia González Jorgge     | Asuncion    |
| 2005  | Karina Rebecca Buttner Naumann    | Itapúa      |
| 2006  | Lourdes Verónica Arévalos Elías   | Central     |
| 2007  | María José Maldonado Gómez        | Paraguari   |
| 2008  | Giannina Rufinelli Rojas          | Central     |
| 2009  | Mareike Baumgarten Oroa           | Asuncion    |
| 2010  | Yohana Benitez Olmedo             | San Lorenzo |
| 2011  | Alba Riquelme Valenzuela          | Asuncion    |
| 2012  | Egni Analia Almirón Eckert        | Luque       |
| 2013  | María Guadalupe González Talavera | Central     |
| 2014  | Sally Luz Jara Dávalos            | Amambay     |
| 2015  | Myriam Carolina Arévalos Villalba | Asuncion    |
| 2016  | Lourdes Andrea Melgarejo González | Guairá      |
| 2017  | Ariela Teresa Machado Peralta     | Amambay     |
| 2018  | María Belén Alderete Gayoso       | Cordillera  |
| 2019  | Ketlin Lottermann Bazzo           | Alto Paraná |
| 2020  | Vanessa Castro Guillén            | Asuncion    |
| 2021  | Nadia Tamara Ferreira             | Guairá      |
| 2022  | Lía Aymara «Leah» Duarte Ashmore  | Guairá      |
| 2023  | Elicena Andrada Orrego            | Tobatí      |
| 2024  | Naomi Méndez                      | Asuncion    |

## Miss Monde Paraguay
| Année | Nom                             | Région            |
| ----- | ------------------------------- | ----------------- |
| 2004  | Tania María Domanickzy Vargas   | Central           |
| 2007  | María de la Paz Vargas Morinigo | Alto Paraguay     |
| 2008  | Gabriela Mercedes Rejala Llanes | Presidente Hayes  |
| 2009  | Tamara Sosa Zapattini           | Asuncion          |
| 2010  | Egni Eckert                     | Luque             |
| 2011  | Nicole Huber                    | Asuncion          |
| 2012  | Fiorella Migliore Llanes        | Asuncion          |
| 2013  | Coral Ruiz Reyes                | Luque             |
| 2014  | Myriam Arévalos                 | Asuncion          |
| 2015  | Giovanna Cordeiro               | Asuncion          |
| 2016  | Simone Freitag                  | Ciudad del Este   |
| 2017  | Paola Oberladstatter            | Ciudad del Este   |
| 2018  | Maquenna Gaiarín                | Asuncion          |
| 2019  | Araceli Bobadilla               | Asuncion          |
| 2021  | Bethania Borba                  | Presidente Franco |
| 2023  | Dahiana Benítez                 | Encarnación       |

## Miss Paraguay International
| Année | Nom                              | Région          |
| ----- | -------------------------------- | --------------- |
| 2007  | Daiana Natalia Ferreira da Costa | Misiones        |
| 2008  | Marilé Barrios*                  | Asuncion        |
| 2009  | Cristina Romina Bogado Cáceres   | Asuncion        |
| 2010  | María José Paredes               | Ciudad del Este |
| 2011  | Stephanie Vázquez                | Asuncion        |
| 2011  | Nicole Huber                     | Asuncion        |

## Représentantes aux différents concours

### Représentantes à Miss Univers
| Année | Titre                                | Placement     | Prix spécial          |
| ----- | ------------------------------------ | ------------- | --------------------- |
| 1957  | Lucy Montanero                       |               |                       |
| 1958  | Graciela Scorza                      |               |                       |
| 1959  | -                                    |               |                       |
| 1960  | Mercedes Ruggia                      |               |                       |
| 1961  | Maria Cristina Osnaghi               |               |                       |
| 1962  | Corina Rollon                        |               |                       |
| 1963  | Amelia Benitez                       |               |                       |
| 1964  | Miriam Riart Brugada                 | Top 15        |                       |
| 1965  | Stella Castell                       |               |                       |
| 1966  | Mirtha Martinez                      |               |                       |
| 1967  | Maria Eugenia Torres                 |               |                       |
| 1968  | -                                    |               |                       |
| 1969  | -                                    |               |                       |
| 1970  | Teresa Mercedes Britez Sullow        |               |                       |
| 1971  | -                                    |               |                       |
| 1972  | Maria Stella Volpe Martinez          |               |                       |
| 1973  | Teresita Maria Cano                  |               |                       |
| 1974  | Maria Angela Zulema Medina Monjagata |               |                       |
| 1975  | Susana Beatriz Vire Ferreira         |               |                       |
| 1976  | Nidia Fátima Cardenas                |               |                       |
| 1977  | Maria Leticia Zarza Perriet          |               |                       |
| 1978  | Rosa Maria Duarte Melgarejo          |               |                       |
| 1979  | Patricia Lohman Berni                |               |                       |
| 1980  | Martha Galli Romagnac                |               |                       |
| 1981  | Maria Isabel Urizar Caras            |               |                       |
| 1982  | Maris Stella Villalba Medoza         |               |                       |
| 1983  | Mercedes Bosch Cuarilla              |               |                       |
| 1984  | Elena Ortiz Allegretti               |               |                       |
| 1985  | Beverly Ocampo Gadea                 |               |                       |
| 1986  | Johana Kelner Toja                   |               |                       |
| 1987  | Tammy Elizabeth Ortigoza Sonneborn   |               |                       |
| 1988  | Marta Noemi Acosta Granada           |               |                       |
| 1989  | Ana Victoria Schaerer Del Puerto     |               |                       |
| 1990  | Monica Plate Cano                    |               |                       |
| 1991  | Vivian Rosana Benitez Brizuela       | Top 10        |                       |
| 1992  | Pamela Zarza Enríquez                |               | Best National Costume |
| 1993  | Carolina Barrios                     |               |                       |
| 1994  | Lilian Noemí González Mena           |               |                       |
| 1995  | Bettina Rosmary Barboza Caffetena    |               |                       |
| 1996  | Martha Lovera Parquét                |               |                       |
| 1997  | Rossana Elizabeth Jiménez Pereira    |               |                       |
| 1998  | Luz Marina González Ruíz             |               |                       |
| 1999  | Carmen Morínigo Machuca              |               |                       |
| 2000  | Carolina Ramírez Franco              |               |                       |
| 2001  | Rosmary Benítez                      |               |                       |
| 2002  | -                                    |               |                       |
| 2003  | -                                    |               |                       |
| 2004  | Yanina Alicia González Jorgge        | 3rd Runner-Up |                       |
| 2005  | Karina Buttner                       |               |                       |
| 2006  | Lourdes Arévalos                     | 3rd Runner-Up |                       |
| 2007  | María José Maldonado                 |               |                       |
| 2008  | Gianinna Rufinelli                   |               |                       |
| 2009  | Mareike Baumgarten                   |               |                       |
| 2010  | Yohana Benitez                       |               |                       |
| 2011  | Alba Riquelme                        |               |                       |
| 2012  | Egni Eckert                          | TBA           | TBA                   |

### Représentantes à Miss Monde
| Année        | Titre                               | Placement | Prix spécial                                       |
| ------------ | ----------------------------------- | --------- | -------------------------------------------------- |
| 1959         | Elvira dos Santos Encina            |           |                                                    |
| 1960 to 1968 | There were no delegates in 9 years  |           |                                                    |
| 1969         | Blanca Zaldivar                     |           |                                                    |
| 1970         | -                                   |           |                                                    |
| 1971         | Rosa Maria Duarte Melgarejo         |           |                                                    |
| 1972         | Rosa Angelica Mussi                 |           |                                                    |
| 1973         | -                                   |           |                                                    |
| 1974         | -                                   |           |                                                    |
| 1975         | -                                   |           |                                                    |
| 1976         | Maria Cristina Fernández Samaniego  |           | Personality                                        |
| 1977         | Maria Elizabeth Giardina            |           |                                                    |
| 1978         | Susana Del Pilar Galli              |           |                                                    |
| 1979         | Martha Maria Galli Romanach         |           |                                                    |
| 1980         | Celia Noemi Schaerer                |           |                                                    |
| 1981         | -                                   |           |                                                    |
| 1982         | Zulema Dominguez Gutter             |           |                                                    |
| 1983         | Antonella Filartiga Montuori        |           |                                                    |
| 1984         | Susana Maria Ivansiuten Haurelechen |           |                                                    |
| 1985         | Daisy Patricia Ferreira Caballero   | Top 15    |                                                    |
| 1986         | Verónica América Angulo Ahcinelli   |           |                                                    |
| 1987         | Lourdes Beatriz Stanley Baranda     |           |                                                    |
| 1988         | Maria José Miranda                  |           |                                                    |
| 1989         | Alicia Maria Jaime Villamayor       |           |                                                    |
| 1990         | Alba Maria Cordero Rivals           |           |                                                    |
| 1991         | Vivian Rosanna Benítez Brizuela     |           |                                                    |
| 1992         | Lourdes Magdalena Zaracho           |           |                                                    |
| 1993         | Claudia Florentín Fariña            |           |                                                    |
| 1994         | Jannyne Elena Peyrat Scolari        |           |                                                    |
| 1995         | Patricia Serafini Geoghegan         |           |                                                    |
| 1996         | Maria Ingrid Götze Scheunemann      |           |                                                    |
| 1997         | Mariela Quiñónez García             |           |                                                    |
| 1998         | Perla Carolina Benitez Gonzáles     |           |                                                    |
| 1999         | Mariela Candia Ramos                |           |                                                    |
| 2000         | Patricia Villanueva Distefano       |           |                                                    |
| 2001         | -                                   |           |                                                    |
| 2002         | -                                   |           |                                                    |
| 2003         | Karina Rebeca Buttner Naumann       |           |                                                    |
| 2004         | Tania María Domanickzy Vargas       |           | Top 10: Beach Beauty                               |
| 2005         | -                                   |           |                                                    |
| 2006         | -                                   |           |                                                    |
| 2007         | María de la Paz Vargas Morinigo     |           | Top 16: Miss Sports                                |
| 2008         | Gabriela Rejala                     |           | Top 25: Beach Beauty Top 32: Top Model             |
| 2009         | Tamara Sosa                         |           |                                                    |
| 2010         | Egni Eckert                         | Top 25    | Top 20: Beach Beauty Top 20: Miss Sports           |
| 2011         | Nicole Huber                        |           | Top 20: Beach Beauty Top 10: Sports Top 11: Talent |
| 2012         | Fiorella Migliore                   | TBA       | TBA                                                |

### Représentantes à Miss International
| Année        | Titre                               | Placement | Prix spécial          |
| ------------ | ----------------------------------- | --------- | --------------------- |
| 1960         | Gretel Hedger Carvallo              | Top 15    |                       |
| 1961         | Gladys Fernández                    | Top 15    |                       |
| 1962         | Gloria Alderete Irala               |           |                       |
| 1963         | Maria Elena Quesada                 |           |                       |
| 1964 to 1988 | There was not delegates in 25 years |           |                       |
| 1989         | Alba Maria Cordero Rivals           |           |                       |
| 1990         | -                                   |           |                       |
| 1991         | Maria Luján Oviedo                  |           |                       |
| 1992         | -                                   |           |                       |
| 1993         | -                                   |           |                       |
| 1994         | Jannyne Elena Peyrat Scolari        |           | Best National Costume |
| 1995         | Patricia Viviana Galindo Cabral     |           |                       |
| 1996         | Claudia Rocío Melgarejo             |           |                       |
| 1997         | Martha Graciela Maldonado           |           |                       |
| 1998         | Maria Fabiola Roig Escandriolo      |           |                       |
| 1999 to 2004 | There were no delegates in 6 years  |           |                       |
| 2005         | Liz Concepción Santacruz Amarilla   |           |                       |
| 2006         | -                                   |           |                       |
| 2007         | Daiana Natalia Ferreira             |           |                       |
| 2008         | Rossana Galeano                     |           |                       |
| 2009         | Romina Bogado                       |           |                       |
| 2010         | María José Paredes                  |           |                       |
| 2011         | Stephanie Vázquez Stegman           |           |                       |
| 2012         | Nicole Huber                        | TBA       | TBA                   |

### Représentantes à Miss Terre

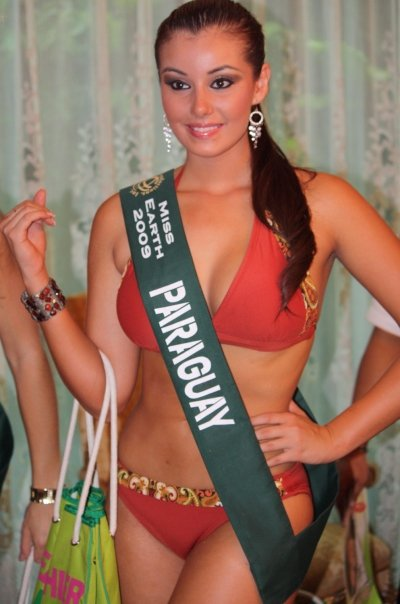
Gabriela Rejala Top 16 semifinalist in the Miss Earth 2009

| Année | Titre                             | Placement     | Prix spécial                                       |
| ----- | --------------------------------- | ------------- | -------------------------------------------------- |
| 2002  | Adriana Raquel Baum Ramos         |               |                                                    |
| 2003  | -                                 |               |                                                    |
| 2004  | Yanina Alicia González Jorgge     | 3rd Runner Up | Best in Swimsuit                                   |
| 2005  | Tania María Domaniczky Vargas     | Top 8         |                                                    |
| 2006  | Paloma Navarro                    |               |                                                    |
| 2007  | Griselda Monserrat Quevedo Chávez |               |                                                    |
| 2008  | Yeruti Garcia                     |               |                                                    |
| 2009  | Gabriela Rejala                   | Top 16        | Top 15: Best in Swimsuit Top 15: Best in Long Gown |
| 2010  | -                                 |               |                                                    |
| 2011  | Nicole Huber                      | Top 16        |                                                    |
| 2012  | Alexandra Fretes                  | TBA           | TBA                                                |

### Représentantes à Miss Tourism Queen International
| Année | Titre                              | Placement | Prix spécial          |
| ----- | ---------------------------------- | --------- | --------------------- |
| 2005  | Maria de los Angeles Martínez Cano |           |                       |
| 2006  | Elvira Maria Beatriz Cuéllar       |           | Best National Costume |
| 2007  | Jéssica Giselle Argüello Vargas    |           |                       |
| 2008  | Emilce Rossana Gomez Cabral        |           |                       |
| 2009  | Fiorella Dellavedova               |           |                       |
| 2010  | Not pageant held                   |           |                       |
| 2011  | Mónica Mariani Pascualotto         |           |                       |

## Représentantes paraguayennes aux concours régionaux

### Représentantes à Miss América Latina
| Année | Titre                      | Placement     | Prix spécial          |
| ----- | -------------------------- | ------------- | --------------------- |
| 1983  | -                          |               |                       |
| 1984  | Lourdes Araujo             | Top 10        |                       |
| 1985  | Beverly Ocampo             | Top 10        |                       |
| 1986  | Raquel Barreto             |               |                       |
| 1987  | María Acosta               | Top 10        |                       |
| 1988  | Not held                   |               |                       |
| 1989  | Alicia Jaime               | 3rd Runner-up |                       |
| 1990  | -                          |               |                       |
| 1991  | Ayesa Frutos               |               |                       |
| 1992  | Lourdes Alfonso            | Top 8         |                       |
| 1993  | Lourdes Frutos             | Top 8         |                       |
| 1994  | Katja Schulz               |               |                       |
| 1995  | Not held                   |               |                       |
| 1996  | Noeli Julián               |               |                       |
| 1997  | Adriana Baum               | Winner        | Best National Costume |
| 1998  | Martha Elena Pérez         |               |                       |
| 1999  | Not held                   |               |                       |
| 2000  | Bárbara Florentín          |               |                       |
| 2001  | Luciana Díaz               |               |                       |
| 2002  | -                          |               |                       |
| 2003  | Rosana Toillier            |               |                       |
| 2004  | -                          |               |                       |
| 2005  | Mariela Candia             | Winner        |                       |
| 2006  | Liz Cardozo                | Top 12        |                       |
| 2007  | Carolina Limprich          |               |                       |
| 2008  | Mirna Pereira              |               |                       |
| 2009  | Sofía López                |               |                       |
| 2010  | María Belen Hornung        |               |                       |
| 2011  | Mónica Mariani Pascualotto |               |                       |

### Représentantes à Reina Hispanoamericana
| Année | Titre                             | Placement     | Prix spécial                                                    |  |
| ----- | --------------------------------- | ------------- | --------------------------------------------------------------- |  |
| 1991  | Vivian Rosana Benitez Brizuela    | 1st Runner-Up | Best National Costume                                           |  |
| 1992  | No data                           |               |                                                                 |  |
| 1993  | No data                           |               |                                                                 |  |
| 1994  | Liliana Noemi González Mena       | Winner        |                                                                 |  |
| 1995  | Patricia Serafini Geoghegan       | 3rd Runner-Up |                                                                 |  |
| 1996  | Adriana Raquel Baum Ramos         | 1st Runner-Up | Best National Costume                                           |  |
| 1997  | Rossana Elizabeth Jiménez Pereira |               |                                                                 |  |
| 1998  | Maria Fabiola Roig Escandriolo    |               |                                                                 |  |
| 1999  | Sirley Diana González Ruiz Díaz   |               |                                                                 |  |
| 2000  | Carolina Ramirez Franco           |               | Miss Photogenic                                                 |  |
| 2001  | María Grabriela Riquelme          |               |                                                                 |  |
| 2002  | Edith Rossana González            |               |                                                                 |  |
| 2003  | Karina Rebeca Buttner Naumann     | 2nd Runner-Up | Miss Photogenic Best National Costume                           |  |
| 2004  | Tania Maria Domanickzy Vargas     | Winner        | Miss Photogenic, Best National Costume and Most Beautiful Smile |  |
| 2005  | Emilce Rosanna Gómez Cabral       | 4th Runner-Up | Most Beautiful Smile                                            |  |
| 2006  | Lourdes Véronica Arévalos Elías   | 2nd Runner-Up |                                                                 |  |
| 2007  | Maria José Maldonado Gómez        | 2nd Runner-Up | Miss Photogenic Best National Costume                           |  |
| 2008  | Gabriela Mercedes Rejala Llanes   | 2nd Runner-Up | Chica Aerosur                                                   |  |
| 2009  | Mareike Baumgarten Oroa           |               | Miss Elegance                                                   |  |
| 2010  | Egni Eckert                       | 1st Runner Up | Best Body                                                       |  |
| 2011  | Alba Riquelme                     | 3rd Runner Up | Best Hair                                                       |  |

### Représentantes à Miss Continente Americano
| Année | Titre                     | Placement | Prix spécial |
| ----- | ------------------------- | --------- | ------------ |
| 2006  | Alicia Flores Batistei    |           |              |
| 2007  | Analia Marecos Ruiz Díaz  |           |              |
| 2008  | Giselle Elizabeth Riveros |           |              |
| 2009  | Tamara Sosa Zapattini     |           |              |
| 2010  | María José Paredes        |           |              |
| 2011  | Myrian Leticia Patiño     |           |              |
| 2012  | Liliana Santa Cruz        | TBA       | TBA          |

## Liens
- Miss Paraguay Official Website
- Miss Universo Paraguay Official Website